# 烧台村
烧台村是中华人民共和国陕西省咸阳市武功县小村镇所辖的一个行政村。该行政村包含上王、下雷、半个城3个自然村。全行政村685户、人口3104人，分为11个村民小组。耕地面积2611亩。行政区划代码610431106235。